# 1941 Wild
1941 Wild (1931 TN1) là một tiểu hành tinh nằm phía ngoài của vành đai chính được phát hiện ngày 6 tháng 10 năm 1931 bởi K. Reinmuth ở Heidelberg.